# Jung Young Moon
Jung Young Moon es un escritor surcoreano.

## Biografía
Jung Young Moon nació en Hamyang, provincia de Gyeongsang del Sur, Corea del Sur, en 1965. Se graduó de la Universidad Nacional de Seúl en Psicología. Debutó en la literatura en 1997 con la novela Un hombre que casi no existe. También ha traducido más de 40 libros del inglés al coreano. En 1999 ganó el Premio Literario Dongseo con la recopilación de relatos Una cadena de cuentos negros. En el año 2003 el Teatro Nacional de Corea produjo su obra teatral Los burros. En 2005 fue invitado a participar en el Programa Internacional de escritura de la Universidad de Iowa y en 2010 participó en un programa de residencia de tres meses en el Centro de Estudios de Corea de la Universidad de California.

## Obra
Su novela de debut Un hombre que casi no existe se publicó en Jakga Segye (Mundo de escritores) en 1996 y como libro dos años después. La novela describe a un hombre atrapado en el hastío, desde donde contempla el significado de la vida. Después publicó recopilaciones de cuentos y novelas, como Una cadena de cuentos negros (1988), Pálido soliloquio (2000), Bostezo (1999) y más recientemente, Un mundo artificioso (2012). En particular, Una cadena de cuentos negros es una recopilación de relatos cortos kafkianos (algunos extremadamente cortos), que ahondan en la pregunta de qué significa existir y qué significa no existir.
Sus historias comparten el denominador común de abordar lo grotesco o el problema de la maldad. Además, muchos de sus personajes no son capaces de soportar el hastío de la vida. Sus corazones agotados se expresan de oscuras y perturbadoras formas. Un crítico incluso afirmó que sus personajes son como zombis. Sin embargo, sus obras no están exentas de humor. Pero la risa que se le escapa a uno al leer sus historias viene del desesperanzador desdén que manifiesta hacia el mundo y de la sensación de vacío que se siente cuando se descubre lo absurda que es la sociedad. En sus novelas, se resalta aquí y allá el ridículo de los seres desolados y miserables, igual que en el "teatro del absurdo". Esto es porque, más que expresar la dignidad de la existencia humana, las personas son objeto de risa y mofa.
En contraste con sus obras anteriores que se centraban en demonios y la muerte, en sus obras más recientes aparecen frecuentemente animales o imágenes recurrentes de bosques. Su publicación más reciente, Una tarde con un fauno, contiene tres historias entrelazadas tituladas "Canciones de animales sobre aburrimiento o enfado". En las historias aparecen búhos, gatos, conejos, peces y otros animales, junto al bosque en el que viven. En "Algo con un pollo", incluso aparece un desdeñoso estornino. La negación de los valores humanos incita el interés por "seres que no son humanos". Sus obras, que rompen las distinciones entre la realidad y la fantasía, lo humano y lo inhumano, el sentido y el sinsentido, se pueden entender como un desdén hacia lo absurdo de la realidad social. En ese sentido, sus obras se comparan frecuentemente con las de Kafka.
En su papel de traductor ha traducido un amplio espectro de obras, incluida La torre de ébano de John Fowles, De qué hablamos cuando hablamos de amor de Raymond Carver y El chico de Germaine Greer.

## Premios "정영문"
- 1999  Premio Literario Dongseo
- 2012  Premio Literario Han Moo-sook
- 2012  Premio Literario Dong-in[9])
- 2012  Premio Literario Daesan

## Obras en coreano (lista parcial)
- Un hombre que casi no existe (1996)
- Una cadena de cuentos negros (1998)
- Pálido soliloquio (2000)
- Bostezo (2006)
- Un mundo artificioso (2012)